# كريستوف كازا
كريستوف كازا (بالفرنسية: Christophe Casa)‏ مواليد 30 مايو 1957 في نيس، هو لاعب كرة مضرب فرنسي سابق وكان يلعب باليد اليمنى. أعلى تصنيف له في الفردي كان المركز الـ 146 في سنة 1980. أعلى تصنيف له في الزوجي كان المركز الـ 727 في سنة 1984.

## النهائيات

### الفردي: (2)
| الرقم | السنة | الدورة           | الأرضية | المنافس في النهائي | النتيجة في النهائي      |
| ----- | ----- | ---------------- | ------- | ------------------ | ----------------------- |
| 1.    | 1980  | رويان، فرنسا     | ترابية  | دومينيك بيديل      | 6–7, 6–4, 6–1, 6–0      |
| 2.    | 1980  | لي توكيوت، فرنسا | ترابية  | جيروم فانييه       | 6–4, 5–7, 6–4, 4–6, 6–2 |

## روابط خارجية
- كريستوف كازا على موقع رابطة محترفي التنس (الإنجليزية)
- كريستوف كازا على موقع الاتحاد الدولي لكرة المضرب (الإنجليزية)
- كريستوف كازا على موقع خلاصة التنس.كوم (الإنجليزية)